# Srebrna krila (album)
Srebrna krila debitantski je studijski album hrvatskog pop-rock sastava Srebrna krila, koji je u veljači 1979. godine objavila diskografska kuća Jugoton.

## Popis pjesama
| 1. | »Prva noć sa njom«           | 3:20 |
| 2. | »Lili«                       | 2:19 |
| 3. | »Ako te zovem ti nemoj doći« | 3:32 |
| 4. | »Otrove moj«                 | 2:17 |
| 5. | »Julijana«                   | 3:15 |

| B strana | B strana                        | B strana | B strana | B strana | B strana | B strana | B strana | B strana | B strana |
| Br.      | Skladba                         | Trajanje |          |          |          |          |          |          |          |
| -------- | ------------------------------- | -------- | -------- | -------- | -------- | -------- | -------- | -------- | -------- |
| 1.       | »Sanjar lutalica«               | 3:38     |          |          |          |          |          |          |          |
| 2.       | »Crna žena (Vračara)«           | 3:16     |          |          |          |          |          |          |          |
| 3.       | »Neka me nema nikada više«      | 2:37     |          |          |          |          |          |          |          |
| 4.       | »Znao je lijepo svirat' gitaru« | 2:23     |          |          |          |          |          |          |          |
| 5.       | »Ana«                           | 3:00     |          |          |          |          |          |          |          |
| 29:37    |                                 |          |          |          |          |          |          |          |          |